# Pycnopanelus rotundus
Pycnopanelus rotundus är en skalbaggsart som beskrevs av Gilbert John Arrow 1931. Pycnopanelus rotundus ingår i släktet Pycnopanelus och familjen bladhorningar. Inga underarter finns listade i Catalogue of Life.